# Les Paradoxes de M. Pond
Les Paradoxes de M. Pond (titre original : The Paradoxes of Mr. Pond) est un recueil de huit nouvelles policières de G. K. Chesterton publié en 1937, peu après sa mort.
Le personnage récurrent de ces huit nouvelles est un banal fonctionnaire du nom de M. Pond, dont le prénom n'est pas indiqué, et qui est présenté aux autres personnages par l'un de ses amis, Sir Henry Wotton. M. Pond résout des énigmes policières au moyen de la logique, comme le père Brown, mais cette logique est chaque fois soumise à un paradoxe.

## Les huit nouvelles
1. Les Trois Cavaliers de l'Apocalypse (The Three Horsemen of the Apocalypse)
2. The Crime of Captain Gahagan
3. When Doctors Agree
4. Pond the Pantaloon
5. The Unmentionable Man
6. Ring of Lovers
7. The Terrible Troubadour
8. A Tall Story

L'ordre des nouvelles n'est pas celui de leur publication originale dans le magazine mensuel The Storyteller : The Three Horsemen of the Apocalypse a paru en juillet 1935, When Doctors Agree en novembre, Ring of Lovers en décembre, A Tall Story en février 1936, The Crime of Captain Gahagan en juillet, The Terrible Troubadour en août et Pond the Pantaloon en septembre. The Unmentionable Man n'a été publié qu'avec l'ouvrage complet, comprenant également des révisions pour les autres nouvelles. Le refus de cette nouvelle par les éditeurs du Storyteller est vraisemblablement d'ordre politique, pour une histoire dont ils pouvaient penser qu'« elle déshonorait subtilement, tant la Couronne que le Parlement, quoiqu'elle soit l'une des plus drôles du recueil ».

## Postérité littéraire
Dans sa « Note de lecture » publiée dans la revue El Hogar du 14 mai 1937, Jorge Luis Borges considère que « les huit récits du recueil sont bons. À vrai dire, le premier — « Les Trois Cavaliers de l'Apocalypse » — est extraordinaire. Il est aussi ardu et élégant qu'un difficile problème de jeu d'échecs ou qu'une contrerime de Toulet ». Cette nouvelle a été sélectionnée par l'auteur de La Bibliothèque de Babel pour figurer, avec L'Œil d'Apollon (extrait de La Clairvoyance du père Brown), dans un recueil de trois nouvelles de Chesterton paru aux éditions Retz-Franco Maria Ricci dans la collection « La Bibliothèque de Babel ».

### Ouvrages généraux
- Jorge Luis Borges (trad. de l'espagnol), Œuvres complètes, vol. 1, Paris, Gallimard, coll. « La Pléiade », 2013 (1re éd. 1993), 1754 p. (ISBN 978-2-07-012815-0), Chroniques publiées dans la revue El Hogar

### Éditions anglaises et américaines
- (en) G. K. Chesterton, The Paradoxes of Mr. Pond, New York, New York, Dover Publications, 1990, 126 p. (ISBN 0-486-26185-9)
(en) Martin Gardner, Introduction to the Dover Edition, 6 p. (v-xi)

### Éditions françaises
- Les Paradoxes de M. Pond, traduit par Monique Silberstein, Lausanne, L'Âge d'Homme, 1990 ; réédition dans une traduction revue et corrigée, Paris/Lausanne, Éditions Noir sur Blanc, coll. « La Bibliothèque de Dimitri », 2023  (ISBN 978-2-88250-869-0)
- Les Trois Cavaliers de l'Apocalypse, Paris, Retz-Franco Maria Ricci, coll. « La Bibliothèque de Babel », 1977 (extraits)